# Neoregelia seideliana
Neoregelia seideliana är en gräsväxtart som beskrevs av Lyman Bradford Smith och Raulino Reitz. Neoregelia seideliana ingår i släktet Neoregelia och familjen Bromeliaceae. Inga underarter finns listade i Catalogue of Life.